# باول فرانك باير
باول فرانك باير (بالإنجليزية: Paul Frank Baer)‏ هو طيار بطل أمريكي، ولد في 5 يناير 1896 في فورت واين في الولايات المتحدة، وتوفي في 9 ديسمبر 1930 في شانغهاي في الصين.